# Шлотхайм
Шлотхайм (нем. Schlotheim) — город в Германии, в земле Тюрингия. 
Входит в состав района Унструт-Хайних. Подчиняется управлению Шлотхайм.  Население составляет 3953 человека (на 31 декабря 2010 года). Занимает площадь 22,31 км². Официальный код  —  16 0 64 057.